# Анна Датска
Анна Датска е датска принцеса, кралица на Англия и Шотландия, съпруга на Джеймс I.

## Биография
Родена е на 12 декември 1574 година в Скандербург, Дания. Дъщеря е на Фредерик II Датски, крал на Дания и Норвегия, и София фон Мекленбург.
Анна Датска се венчава за Джеймс I през 1589 г., като му ражда три деца, които доживяват до зрялост, между които и бъдещия крал Чарлз I. Използвайки шотландските закони, тя печели попечителството над най-големия им син Хенри след раздялата ѝ с Джеймс.
В Англия Анна насочва усилията си към покровителството на изкуствата и си съгражда дворец (Куинс Хаус), включващ един от най-богатите културни салони в Европа. След 1612 г. здравето ѝ се влошава, поради което тя се оттегля от дворцовия живот.
Умира на 2 март 1619 г. след тежък случай на воднянка. Разглеждана от историците като фриволна кралица без особено силно влияние, след скорошни преразглеждания на живота на Анна Датска, нейното отношение към изкуствата и свободния ѝ дух я поставят като една от значимите личности на Якобинската ера.